# Acustica non lineare
L'acustica non lineare è una branca dell'acustica che studia i fenomeni dovuti ad un termine quadratico (non lineari) nell'equazione che descrive le onde sonore.
La necessità di un modello non lineare deriva dal fatto che la velocità di propagazione di un'onda sonora è funzione della pressione. In particolare, la velocità del suono aumenta con l'aumentare della pressione, quindi le onde di compressione si propagano a velocità maggiore delle onde di rarefazione, e questo effetto produce una distorsione della perturbazione che cresce con la profondità di penetrazione. Lo spettro dell'onda viene modificato con il manifestarsi di componenti armoniche successive.
Per fare un esempio intuitivo, supponiamo di generare un'onda piana sinusoidale: durante la sua propagazione i picchi viaggeranno a una velocità più elevata delle valli, producendo una distorsione del segnale che, da sinusoidale, tenderà ad un segnale di tipo dente di sega, generando quindi componenti armoniche originariamente non presenti. Questo fenomeno pertanto necessita di un modello fortemente non lineare per la propria descrizione, dal momento che non è possibile spiegare la nascita di componenti in frequenza originariamente non presenti con un modello lineare. Matematicamente la non linearità è esplicita nella presenza di un termine quadratico nell'equazione d'onda.

## Equazioni fondamentali
Le equazioni che definiscono le relazioni tra la pressione, la velocità delle particelle e le grandezze che esprimono il comportamento di un dato mezzo quando immerso in un campo acustico sono forme particolari rispettivamente del bilancio della quantità di moto e del bilancio di entalpia:
{\displaystyle \nabla p+\rho {\frac {D{\vec {u}}}{Dt}}=\rho g}
{\displaystyle \nabla \cdot u+\beta {\frac {Dp}{Dt}}=q}
dove 
- p è la pressione,
- u è la velocità di deriva,
- ρ è la densità,
- β è il modulo di compressibilità espresso in 1/Pa,
- g è il campo medio espresso in metro al secondo quadrato,
- {\displaystyle q} è la frequenza di sorgente sonora in Hertz,
- {\displaystyle \nabla } rappresenta l'operatore nabla
- {\displaystyle {\frac {D}{Dt}}} rappresenta l'operatore derivata materiale temporale.

{\displaystyle p} e {\displaystyle {\vec {u}}} sono quindi le variabili di bilancio del campo acustico, ρ e β definiscono i parametri di trasporto sonoro ed infine {\displaystyle {\vec {a}}} e {\displaystyle q} definiscono le sorgenti sonore.

## Equazione d'onda, caso lineare
Partendo dalle equazioni fondamentali ed assumendo piccole oscillazioni del valore di pressione attorno al valore di riposo si può derivare l'equazione d'onda per il modello lineare nell'ipotesi di mezzo omogeneo privo di perdite:
{\displaystyle \partial _{k}^{2}p-{\frac {1}{c_{0}^{2}}}\partial _{t}^{2}p=S}
dove:
- {\displaystyle \partial _{t}} rappresenta l'operatore derivata temporale,
- {\displaystyle c_{0}^{2}=1/\rho _{0}k_{0}} è la velocità del suono per piccoli segnali,
- {\displaystyle S=\partial _{k}f_{k}-\rho _{0}\partial _{t}q} descrive la sorgente.

In questo modello la velocità del suono viene considerata costante e così anche la compressibilità e la densità del mezzo all'interno del quale la perturbazione si propaga. In questo modello, si può calcolare un campo all'interno di un mezzo omogeneo senza perdite con un'operazione di convoluzione della sorgente con la funzione di Green, che è la soluzione dell'equazione d'onda nel momento in cui la sorgente fosse "puntiforme", cioè modellata con una delta di Dirac spaziale e temporale:
{\displaystyle S=\delta (x)\delta (t)}.

## Equazione d'onda, caso non lineare
partendo dalle equazioni fondamentali si può derivare l'equazione d'onda per il modello non lineare nell'ipotesi di mezzo omogeneo privo di perdite. Questa equazione è anche nota come "equazione di Westervelt":
{\displaystyle \partial _{k}^{2}p-{\frac {1}{c_{0}^{2}}}\partial _{t}^{2}p=S-\rho _{0}k_{0}^{2}\beta \partial _{t}^{2}p^{2}}.
dove {\displaystyle \beta } è il "coefficiente di non linearità" dipende dal mezzo e dalla temperatura. Nella tabella seguente sono elencati i valori di questo coefficiente relativi a vari materiali per una temperatura di 20-30 °C.
| Materiale                     | {\displaystyle \beta } |
| ----------------------------- | ---------------------- |
| Acqua distillata              | 3.5-3.6                |
| Acetone                       | 5.6-/                  |
| Acqua marina (salinità 3.5 %) | 3.625-/                |
| Fegato umano                  | /-4.8                  |
| Grasso umano                  | 5.605-5.955            |
| Milza umana                   | /-4.9                  |

Sottraendo l'equazione d'onda lineare dall'equazione d'onda non lineare si ottiene
{\displaystyle \rho _{0}\beta _{0}^{2}\beta \partial _{t}^{2}p^{2}}
che si può definire "termine non lineare".
L'equazione per la velocità di propagazione può essere linearizzata come segue secondo il metodo perturbativo:
{\displaystyle \delta c={\frac {c_{0}}{\sqrt {1-{\frac {1}{\rho _{0}c_{0}^{2}}}{\frac {B}{A}}\ \delta p}}}},
dove:
- {\displaystyle \delta p=p-p_{0}} è la variazione di pressione rispetto alla pressione di riposo (pressione sonora),
- {\displaystyle B/A=2(\beta -1)} è il termine che tiene di conto della non linearità.

Osservando la formula si può facilmente notare come per variazioni della pressione di riposo molto piccole la velocità di propagazione può considerarsi costante e di conseguenza il modello lineare sarà più che sufficiente. per dare un esempio degli ordini di grandezza in gioco la pressione atmosferica al livello del mare intorno vale 0,1 MPa. presupponendo di osservare la propagazione di un'onda acustica in acqua possiamo ragionevolmente assumere {\displaystyle c_{0}=1500m/s}, {\displaystyle \rho _{0}=1000kg/m^{3}} e {\displaystyle \beta =3.5}. Assumendo questi valori per produrre una variazione della velocità di propagazione dell'1% dovremmo essere in grado di generare una variazione di pressione di circa 9 MPa. È comunque importante notare come la formula sia valida per variazioni di pressione tali da mantenere il termine sotto radice positivo.

## Analisi in frequenza

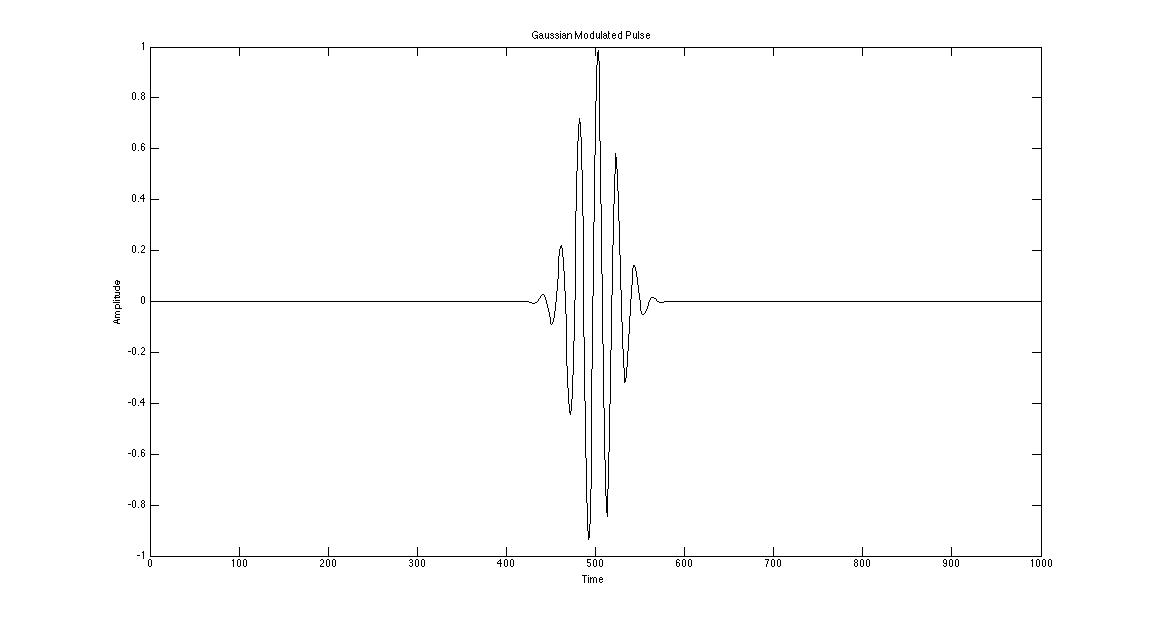
Impulso gaussiano modulato in frequenza in funzione del tempo

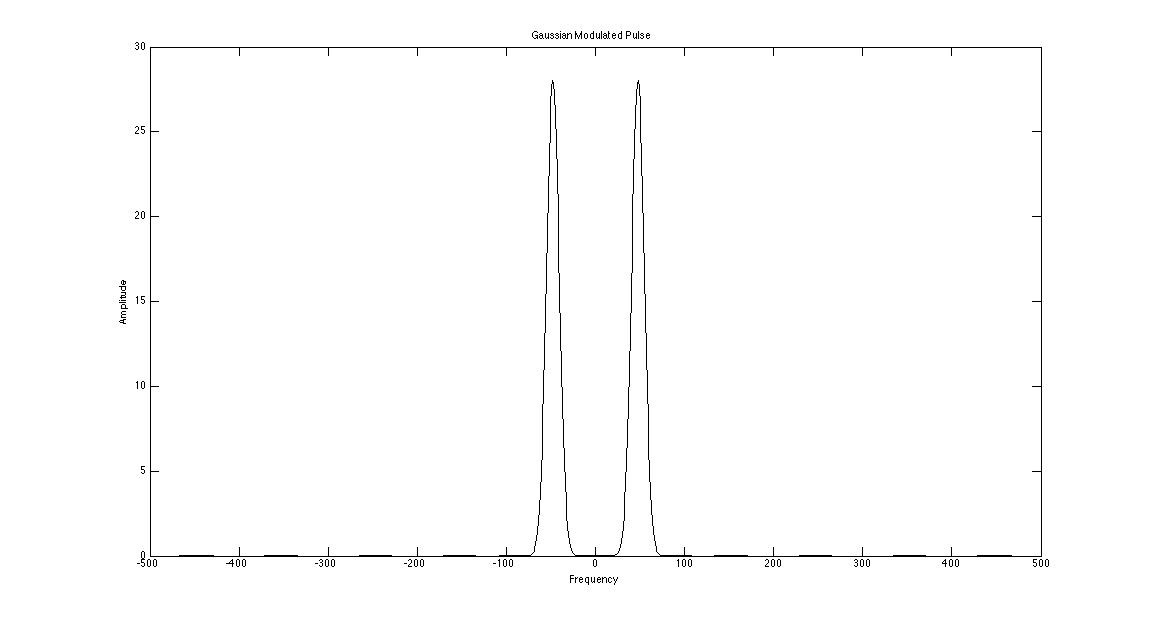
Impulso gaussiano modulato in frequenza in funzione della frequenza

Osservare la dipendenza della velocità di propagazione rispetto al valore della pressione rappresenta una causa del fenomeno, verificabile sperimentalmente, della generazione di armoniche superiori. può essere interessante svolgere anche un'analisi in frequenza dell'equazione di Westerveld.
Effettuando la trasformata di Fourier otteniamo infatti
{\displaystyle \partial _{k}^{2}{\hat {p}}(\omega )+{\frac {1}{c_{0}^{2}}}\omega ^{2}{\hat {p}}(\omega )={\hat {S}}(\omega )+\rho _{0}k_{0}^{2}\beta \omega ^{2}{\hat {p}}(\omega )*_{w}{\hat {p}}(\omega )}.
dove
- {\displaystyle {\hat {F}}(\omega )={\mathcal {F}}[F]} rappresenta la trasformata di Fourier di {\displaystyle F},

- {\displaystyle \omega =2\pi f} e {\displaystyle f} rappresenta la frequenza,

- {\displaystyle *_{w}} rappresenta l'operatore convoluzione rispetto alla variabile {\displaystyle w}.

Il termine non lineare è quindi proporzionale, tramite una costante che dipende dal mezzo, al prodotto tra {\displaystyle {\hat {p}}(\omega )*_{w}{\hat {p}}(\omega )} e {\displaystyle \omega ^{2}}.
Nelle due figure a lato è rappresentato, nel dominio del tempo e nel dominio della frequenza, una funzione gaussiana modulata in frequenza. Questa funzione è di interesse pratico, perché è usata come impulso standard utilizzato per la generazione di immagini ecografiche. Assumendo quindi che tale funzione rappresenti la variazione di pressione è facile intuire come, applicando un integrale di convoluzione, emerge dall'analisi in frequenza la generazione di componenti armoniche.

## Applicazioni

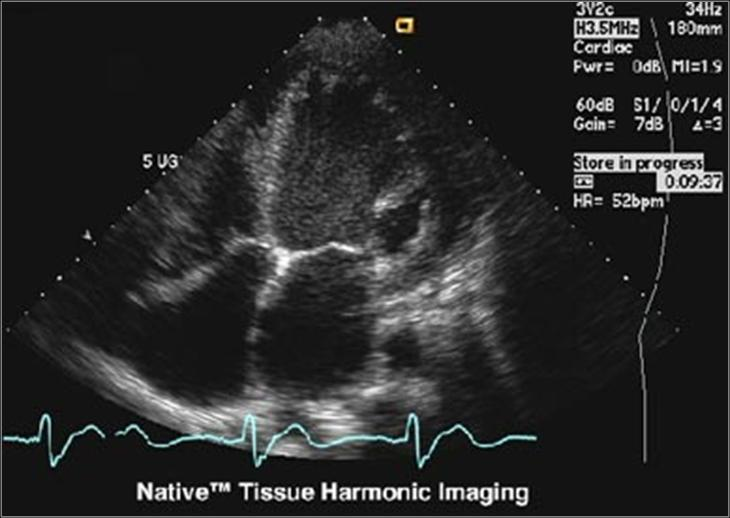
Ecografia di un cuore realizzata con tecniche che sfruttano l'acustica non lineari

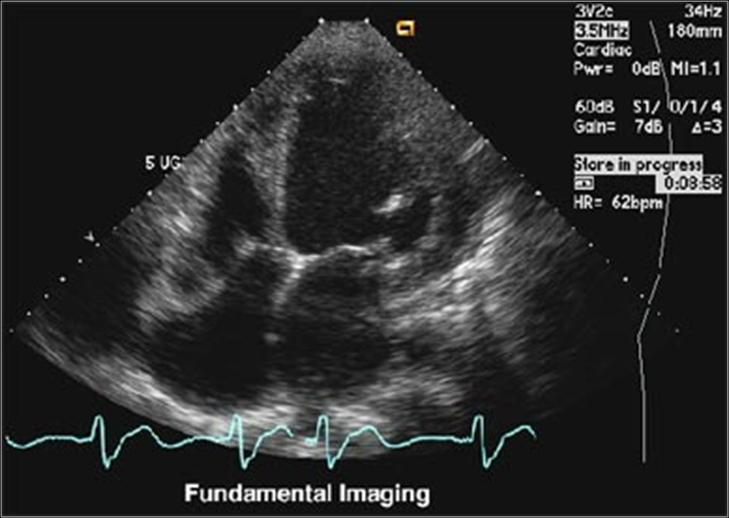
Ecografia di un cuore realizzato con tecniche non convenzionali

Negli anni ottanta fu osservato, per le frequenze e le pressioni utilizzate nella generazione di immagini in ambito ecografico, un effetto non lineare cumulativo durante la propagazione di un ultrasuono attraverso un tessuto. Originariamente considerato un effetto secondario fu invece rivalutato negli anni novanta quando si intuì come poter sfruttare tale distorsione per migliorare la qualità delle immagini ecografiche. L'attuale impiego della teoria non lineare, nota come Tissue Harmonic Imaging, permette di migliorare la risoluzione dell'immagine e di mitigare fenomeni indesiderati come l'echo di clutter e l'effetto di lobi secondari. Un esempio è mostrato nelle figure seguenti. Anche l'applicazione all'audio engineering (studio degli amplificatori e microfoni valvolari) ha recentemente assunto un'importanza molto rilevante nell'ambito dell'acustica non lineare.